# ドマス・ツェセヴィチュス
ドマス・ツェセヴィチュス（Domas Cesevičius、1902年11月12日 - 1986年3月14日）は、リトアニアの経済学者、出版者、編集者、ジャーナリスト、政治活動家である。

## 経歴
1924年から1927年まで、リトアニア大学人文学部で学ぶ。1928年から1932年まで、ケルン大学にて経済学と社会科学を学ぶ。1933年、博士号を取得（経済学）。
1933年からヴィータウタス・マグヌス大学講師。1933年から1934年まで日刊紙『リエトゥヴォス・アイダス』経済部長。1939年11月から『リエトゥヴォス・アイダス』編集長。1939年、雑誌『ヴァイラス』編集協会会長。その他『エコノミカ』『リエトゥヴィス』の編集にも携わった。
1939年12月2日から1940年6月19日まで、リトアニア人民族主義連合党首。
戦後、ヴィリニュス大学で教鞭を振るう。1950年、ソヴィエト当局に逮捕され、シベリアへと追放された。1954年、リトアニアへと戻り、その後は経済学者として勤務した。

## 著書
- Visuomeniškumo argumentas mūsų laikų ūkio santvarkoje, Kaunas, 1936.
- Lietuvos ekonominė politika 1918–1940 metais（1965年前後に執筆、1995年にヴィリニュスで発行）